# Nam Khang (nhà văn)
Nam Khang Bạch Khởi (thường được biết đến là Nam Khang hay Bạch Khởi; 26 tháng 5 năm 1980  –  khoảng 9 đến 12 tháng 3 năm 2008) sinh ra tại tỉnh Liêu Ninh nhưng lớn lên ở vùng Nội Mông. Anh là một nhà văn mạng và là một người đồng tính nam ở Cộng hòa Nhân Dân Trung Hoa. Anh thường sử dụng bút danh "Bạch Khởi" trong lúc ở Tấn Giang và "Nam Khang" ở Thiên Nhai, Hồ Nam. Anh đã trở nên nổi tiếng trên nhiều diễn đàn văn học trực tuyến của Trung Quốc nhờ các tác phẩm như "Phù Sinh Lục Ký" (浮生六記) và "Em đợi anh đến năm 35 tuổi" (我等你到三十五歲).

## Đời tư
Nam Khang tên thật là Nam Khang Bạch Khởi, sinh ngày 26 tháng 5 năm 1980 tại Liêu Ninh. Năm 1999, anh đã đến Trường Sa và theo học tại Đại học Trung Nam. Tại đây, anh đã gặp người bạn trai của mình và cả hai bắt đầu hẹn hò từ năm 2002. Mối tình giữa Nam Khang và người tình kéo dài cho đến năm 2006. Trong lúc này, tác phẩm "Phù Sinh Lục Ký" được ra đời kể về câu chuyện tình giữa hai người. Đến ngày 1 tháng 1 năm 2006, người bạn trai của anh đã kết hôn với người phụ nữ khác sau 7 năm cả hai biết nhau vì không chịu được áp lực của xã hội và gia đình. Sau đó, tác phẩm "Em đợi anh đến năm 35 tuổi" được ra đời dựa trên câu chuyện tình giữa anh và bạn trai. Lúc bấy giờ, nội dung và phong cách hành văn của anh được đánh giá là khá u uất, tuyệt vọng và anh bị nghi mắc bệnh trầm cảm. Đến ngày 9 tháng 3 năm 2008, anh đã mất tích. Không lâu sau đó, thi thể của anh đã được phát hiện trên sông Tương, Trường Sa, Hồ Nam vào ngày 27 tháng 3. Nguyên nhân tử vong của anh được cho là tự tử sau cuộc hôn nhân của bạn trai và chứng trầm cảm kéo dài. Lúc này, anh qua đời ở tuổi 28.
Nhiều người đã cho rằng, Nam Khang đã thực hiện được lời hứa đợi bạn trai của mình vì "vĩnh viễn không thể nào 35 tuổi cho nên em sẽ đợi anh mãi mãi".

## Ảnh hưởng
Sau sự ra đi của anh nhiều nghệ sĩ như Luân Tang, Ti Hạ, Tiểu Ti Mệnh, Tây Qua Jun... đã sáng tác nhiều ca khúc nhằm tưởng nhớ sự ra đi và tình cảm của anh dành cho bạn trai của mình bao gồm cả một ca khúc "Em đợi anh đến năm 35 tuổi", cùng tên với tác phẩm cuối cùng của anh. Cứ vào ngày 27 tháng 3 mỗi năm, nhiều người cảm động trước chuyện tình của anh đã đặt hoa, thắp hương cũng như cầu nguyện cho anh cạnh bên bờ sông Tương.

## Tác phẩm
- "Luyến Nhân Vị Định" (2004): Tiểu thuyết ngắn.
- "Yêu Hồ" (2004): Tiểu thuyết dài.
- "Phù Sinh Lục Ký" (2004): Tiểu luận ngắn.
- "Đản Nguyện Nhân Trường Cửu" (2004): Tiểu thuyết ngắn.
- "Uẩn Nhiên Khiếp" (2005): Tiểu thuyết dài.
- "Yêu Hồ Phiên Ngoại" (2005): Tiểu thuyết ngắn.
- "Túy Mệnh" (2005): Tiểu thuyết.
- "Tam Nhân Hành" (2005): Tiểu thuyết.
- "Em đợi anh đến năm 35 tuổi" (2006): Tiểu luận ngắn.

Đến năm 2009, tài khoản của anh đã bị gỡ bỏ vì lý do "đã qua đời".